# Irakli Azarovi
Irakli Azarovi (en géorgien : ირაკლი აზაროვი), né le 21 février 2002 à Tbilissi en Géorgie, est un footballeur international géorgien. Il évolue au poste d'arrière gauche au Chakhtar Donetsk.

## Biographie

### En club
Né à Tbilissi en Géorgie, Irakli Azarovi est formé par l'un des clubs de la capitale du pays, le Dinamo Tbilissi. Il joue son premier match en professionnel le 7 avril 2019, lors d'une rencontre de championnat face au FC Roustavi. Il entre en jeu et son équipe s'impose par trois buts à un. Il devient champion de Géorgie en 2019.
En juin 2019 il est testé par les Girondins de Bordeaux et le FC Barcelone,.
Le 5 août 2022, Irakli Azarovi est recruté par l'Étoile rouge de Belgrade. Il signe un contrat courant jusqu'en juin 2026 et vient pour renforcer un poste déjà occupé par Milan Rodić.
Azarovi joue son premier match sous ses nouvelles couleurs le 27 août 2022, lors d'une rencontre de championnat contre le FK Javor Ivanjica. Il est titularisé et son équipe l'emporte par quatre buts à un.
Le 22 août 2023, Irakli Azarovi rejoint le club ukrainien du Chakhtar Donetsk. Il signe un contrat courant jusqu'en juin 2028.

### En équipe nationale
Irakli Azarovi honore sa première sélection avec l'équipe de Géorgie le 2 juin 2021, à l'occasion d'un match face à la Roumanie, où il est propulsé directement titulaire. Son équipe s'impose par deux buts à un ce jour-là,.

## Palmarès
Dinamo Tbilissi
- Champion de Géorgie (1) :
  - Champion : 2019.